# Bosnia y Herzegovina en los Juegos Paralímpicos de París 2024
Bosnia y Herzegovina estuvo representada en los Juegos Paralímpicos de París 2024 por catorce deportistas masculinos.

## Medallistas
El equipo paralímpico bosnio obtuvo las siguientes medallas:
| Nombre | Deporte          | Evento                   |
| --- | ---------------- | ------------------------ |
| Oro |                  |                          |
| — |                  |                          |
| Plata |                  |                          |
| Ismail Barlov | Natación         | 50 m braza SB2 masculino |
| Safet Alibašić Nizam Čančar Stevan Crnobrnja Sabahudin Delalić Edin Dino Mirzet Duran Ismet Godinjak Dževad Hamzić Ermin Jusufović Adnan Manko Asim Medić Armin Šehić | Voleibol sentado | Torneo masculino         |
| Bronce |                  |                          |
| — |                  |                          |